# Eustache Antoine Hua
Eustache Antoine Hua est un homme politique français né le 30 janvier 1759 à Mantes-la-Jolie (Yvelines) et décédé le 29 mai 1836 à Paris.

## Biographie
Avocat sous l'Ancien régime, il est juge au tribunal de district de Mantes au début de la Révolution. Il est député de Seine-et-Oise de 1791 à 1792, siégeant avec les modérés. Il doit se cacher sous la Terreur, il se rallie au Consulat après le 18 brumaire. Conseiller général, il devient procureur impérial à Mantes en 1807 puis avocat à la cour de Cassation en 1812. Il est avocat général à la cour d'appel de Paris en 1815 puis à la Cour de Cassation en 1818, et prend part à de nombreux procès politiques comme représentant du ministère public. Il est nommé inspecteur général de l'école de droit en 1819, puis conseiller à la Cour de Cassation en 1822. Il quitte ses fonctions lors de la Révolution de 1830.
Il est enterré au cimetière du Père-Lachaise (51e division).

## Sources
- « Eustache Antoine Hua », dans Adolphe Robert et Gaston Cougny, Dictionnaire des parlementaires français, Edgar Bourloton, 1889-1891 [détail de l’édition]